# Tình yêu của tôi
Tình yêu của tôi (tiếng Hàn: 오! 마이 레이디) là một bộ phim truyền hình Hàn Quốc 2010 với sự tham gia của diễn viên Chae Rim và Choi Siwon. Phim chiếu trên SBS từ 22 tháng 3 đến 11 tháng 5 năm 2010.

## Phân vai
- Chae Rim vai Yoon Gae-hwa
- Choi Siwon vai Sung Min-woo
- Lee Hyun-woo vai Yoo Shi-joon
- Moon Jung-hee vai Han Jung-ah
- Park Han-byul vai Hong Yoo-ra
- Kim Kwang-gyu vai Han Min-kwan
- Kim Hee-won vai Jung Yoon-seok
- Yoo Tae-woong vai Kim Byung-hak
- Yoo Seo-jin vai Lee Bok-nim
- Hwang Hyo-eun vai Oh Jae-hee
- Heo Joon-seok vai Choi Tae-goo
- Hong Jong-hyun vai Kim Jin-ho
- Bang Joon-seo vai Kim Min-ji
- Kim Yoo-bin vai Ye-eun
- Lee Dae-yeon vai Eom Dae-yong
- Chu Heon-yeob vai Chae Ho-sepk

## Soundtrack
1. 그대인형 (You're a Doll) - Sunny (Girls' Generation)
2. 못났죠 (Aren't I Stupid?) - Jo Seong-wook
3. Love Is - 4men
4. 도시의 천사 - DJ Ahn Kwa-jang
5. 꽃은 핀다
6. 그대 인형 (You're a Doll) (Scat ver.) - Gong Bo-kyung
7. 못났죠 (Aren't I Stupid?) (Guitar ver.)
8. 슬픈 미소
9. Love Is (Bossanova ver.)
10. 도시의 천사 (Inst.)
11. 못났죠 (Aren't I Stupid?) - Choi Siwon